# Schedorhinotermes sanctaecrucis
Schedorhinotermes sanctaecrucis es una especie de termita subterránea del género Schedorhinotermes, de la familia Rhinotermitidae, orden Blattodea.

## Distribución
Se distribuye por Islas Salomón.

## Taxonomía
Fue descrita por Snyder en 1925.
Tratamiento taxonómico
La especie aparece registrada y publicada en New termites from the Solomon Islands and Santa Cruz Archipelago. Journal of the Washington Academy of Sciences, 15(17), 395–407.